# Régnié-Durette
Régnié-Durette este o comună în departamentul Rhône din sud-estul Franței. În 2009 avea o populație de 1.010 de locuitori.

## Evoluția populației
| An        | 1975 | 1982 | 1990 | 1999 | 2006 | 2009  |
| --------- | ---- | ---- | ---- | ---- | ---- | ----- |
| Populație | 818  | 774  | 910  | 905  | 963  | 1.010 |